# アンドレア・アマティ
アンドレア・アマティ（Andrea Amati, 1505年頃 - 1580年以前）は、アマティ一族の初代のヴァイオリン製作者。1526年の戸口調査で弟のジョバンニ・アントニオ（Giovanni Antonio）とともにジョバンニ・レオナルド・ダ・マルティネンゴ（Giovanni Leonardo da Martinengo）の徒弟として生活している。師匠はガスパーロ・ディ・ベルトロッティ（ガスパロ・ダ・サロ、1540年 - 1609年）とされる説もあるが、アンドレアが30歳以上年上であることから疑わしい。
アンドレア・アマティは、今日まで現存しているヴァイオリンの最初の製作者の一人であった。近代的なヴァイオリン族の楽器の原型となる形を与えたことに多かれ少なかれ関わりがあったと思われる。クレモナを拠点とし、同市におけるヴァイオリン製作者の草分け的存在となった。
作品はわずかながら残存している。1560年から1574年の間に製作された楽器には大抵、フランス王シャルル9世の紋章が刻まれている（下の外部リンクのヴァイオリン（1560年作）の写真を参照）。
更に、アンドレアは息子のアントニオ・アマティ（1560年 - 1649年）とジローラモ・アマティ（1561年 - 1630年）によって成功者となった。この兄弟は、ヴァイオリンのf字孔の形状に完璧さを求め、更に楽器広範囲のデザインに新しい考えを実行してよく知られるようになった。 彼らは同じくもっと古いテノールヴィオラと対照的な、モダンヴィオラの定まった形式に関しては先駆者であると考えられている。